# Wir wollen alle fröhlich sein
Wir wollen alle fröhlich ist ein geistliches Lied, das im Mittelalter als Erweiterung des liturgischen Rufes „Benedicamus Domino“ („Lasst uns preisen den Herrn“) entstand. Das Lied hat unter der Nr. 100 Aufnahme ins geltende Evangelische Gesangbuch sowie unter der Nr. 326 Eingang in das aktuell genutzte römisch-katholische Gotteslob gefunden.

## Liedgeschichte

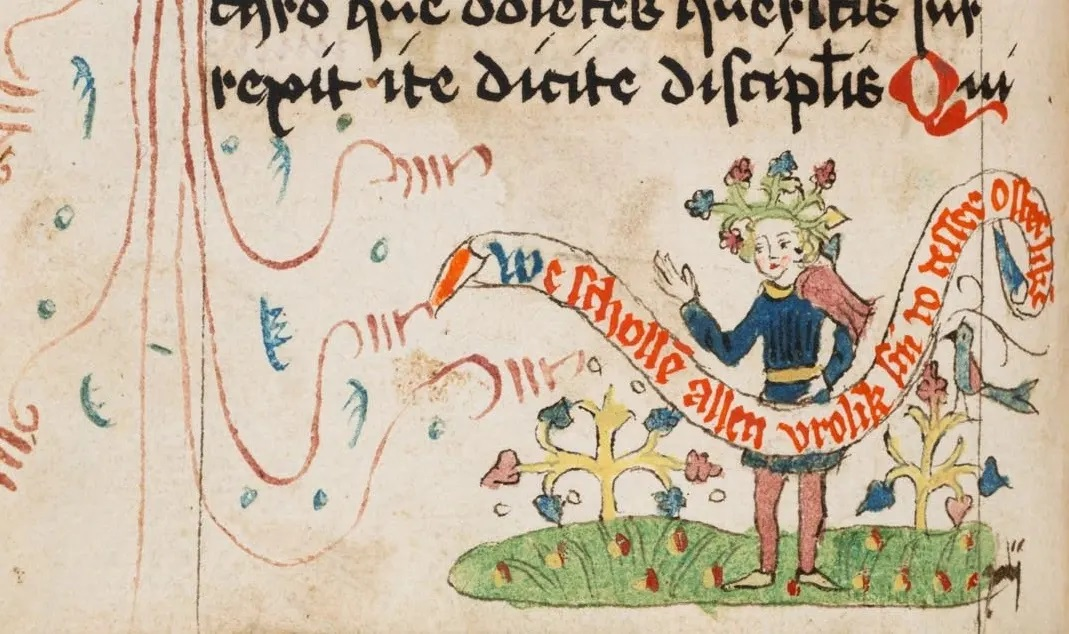
Buchillustration im Medinger Osterorationale (um 1470) mit Schriftband: „We schollen allen vrolik sin to tesser osterliken [tid]“

Der Text wurde erstmals im Kloster Medingen bei Lüneburg verschriftet (1380); Cyriakus Spangenberg übersetzte und ergänzte ihn 200 Jahre später (1568). Er stellte der lateinischen Vorlage den heute als erste Strophe bekannten Vers voran und ergänzte jede Strophe mit der Bekräftigung „Gelobet sey Gott, alleluja“. Spangenberg setzte mit diesem wie mit seinen anderen Liedschöpfungen um, was er – ein Jahr später – im Vorwort seiner Schrift Cythara Lutheri formulierte: Jegliches Kirchengesangbuch ist in „warheit der Leyen Loci Communes“ sowie stets eine der Hauptquellen bzw. „Heubtartickel Christlicher Lere für die Leyen“. Deshalb sollte ein Gesangbuch auch „mit ehren die kleine Bibel“ genannt werden.
Von Johannes Keuchenthal (1522–1583) stammt die heutige Fassung des Refrains von „Wir wollen alle fröhlich sein“ mit seinem vierfachen Halleluja und der christologischen Textverschiebung „Gelobt sei Christus, Marien Sohn“ (1573).
„We schollen alle vrolik sein to tesser osterliken tyd“ heißt es 1380 in der mittelalterlichen Messfeier von Medingen, in Hohenfurt finden sich 1410 weitere Strophen. Die vorreformatorische Bewegung der Böhmischen Brüder verdeutschte und ergänzte diese Cantio im Jahr 1544.

## Text
Wir wollen alle fröhlich sein

in dieser österlichen Zeit,

denn unser Heil hat Gott bereit.

Halleluja, Halleluja, Halleluja, Halleluja.

Gelobt sei Christus, Marien Sohn.

Es ist erstanden Jesus Christ, 

der an dem Kreuz gestorben ist;

ihm sei Lob, Ehr zu aller Frist.

Er hat zerstört der Höllen Pfort,

die Seinen all herausgeführt

und uns erlöst vom ewgen Tod.

Es singt der ganze Erdenkreis

dem Gottessohne Lob und Preis,

der uns erkauft das Paradeis.

Des freu sich alle Christenheit

und lobe die Dreifaltigkeit

von nun an bis in Ewigkeit.

## Rezeption
Wie auch das Lied Christ ist erstanden ist dieser Lobpreis mit seinen vielfachen „Hallelujarufen“ prägend für die Osterfeiern der christlichen Kirchen aller Welt geworden. Es vermittelt als „Osterjubel“ – seit nunmehr 500 Jahren – überaus ausgelassen die Freude über einen Kern christlicher Heilsbotschaft, der Auferstehung Christi. Der tanzähnliche Dreierrhythmus des Liedes unterstreicht die österliche Freudenbotschaft von Melodie und Text. Aktuell ist es in 58 deutschsprachigen Kirchenliederbüchern abgedruckt.